# Zaglyptogastra afenestrata
Zaglyptogastra afenestrata är en stekelart som beskrevs av Donald L.J. Quicke 1991. Zaglyptogastra afenestrata ingår i släktet Zaglyptogastra och familjen bracksteklar. Inga underarter finns listade i Catalogue of Life.